# Katharina Schmitz

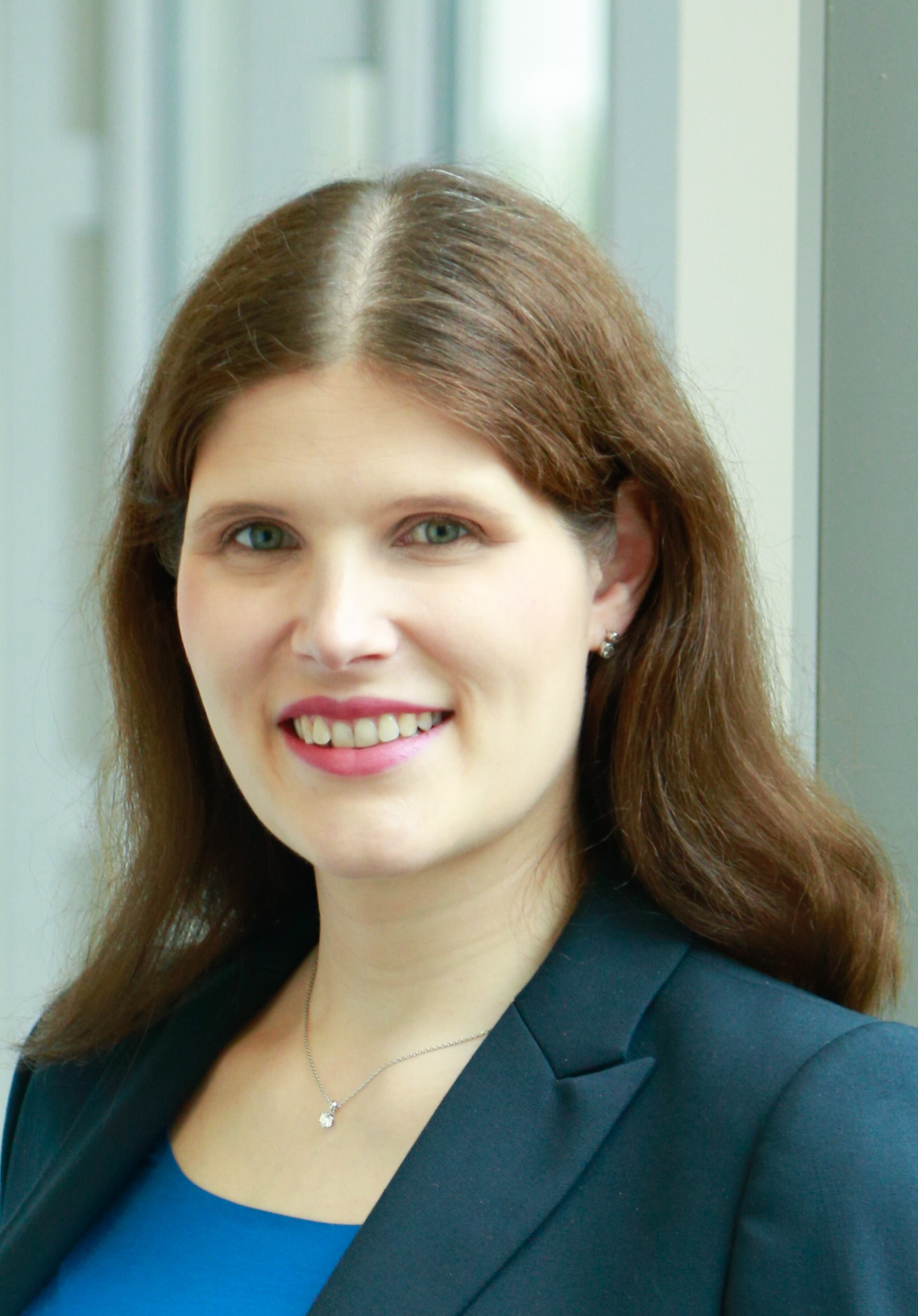
Katharina Schmitz (2017)

Katharina Schmitz (geb. 1986 in Dortmund als Katharina Schrank) ist eine deutsche Maschinenbauingenieurin und Hochschullehrerin. Sie ist Professorin für Fluidtechnik und Leiterin des Instituts für fluidtechnische Antriebe und Systeme an der RWTH Aachen.

## Werdegang
Schmitz studierte von 2005 bis 2010 Maschinenbau an der RWTH Aachen mit der Vertiefungsrichtung Mechanische Verfahrenstechnik mit einem Fokus auf Mehrphasenströmungen. Teile ihres Studiums verbrachte sie an der Carnegie Mellon University in Pittsburgh, USA, wo sie auch wissenschaftlich arbeitete. 2010 erlangte sie den Titel Diplom-Ingenieur. Im Anschluss an ihr Studium war sie fünf Jahre lang am Institut für fluidtechnische Antriebe und Steuerungen unter Hubertus Murrenhoff als wissenschaftliche Mitarbeiterin und stellvertretende Oberingenieurin tätig. 2015 wurde Schmitz mit der Dissertation: Eindimensionale Hydrauliksimulation mehrphasiger Systeme mit Auszeichnung zum Dr.-Ing. promoviert und mit der Borchers-Plakette der RWTH Aachen ausgezeichnet. Nach dem Wechsel in die Industrie war sie als Projektingenieurin bei der Walter Hunger International GmbH in Lohr am Main und danach als Technische Leiterin bei der Hunger Maschinen GmbH in Würzburg tätig.
Seit 2018 ist Schmitz Universitätsprofessorin und Direktorin des Lehrstuhls und für fluidtechnische Antriebe und Systeme (ifas) der RWTH Aachen. Schwerpunkte ihrer wissenschaftlichen Arbeit sind die Untersuchung und Optimierung hydraulischer und pneumatischer Komponenten und ihrer tribologischen Kontakte, die ganzheitliche Betrachtung von fluidtechnischen Antriebssystemen sowie die Weiterentwicklung, Autonomisierung und Vernetzung von mobilen Arbeitsmaschinen. Schmitz ist Mitinitiatorin der Referenzbaustelle Aachen Campus West, auf der die Baustelle der Zukunft entwickelt wird.
Seit 2020 ist sie zudem Prodekanin als Vertretung des Dekans an der Fakultät für Maschinenwesen an der RWTH Aachen.

## Publikationen (Auswahl)

### Monografien
- Hydraulik, Shaker Verlag, Aachen 2018, ISBN 978-3-8440-6246-5

### Aufsätze
- zusammen mit Raphael Maria Alt, Hubertus Murrenhoff: A survey of “Industrie 4.0” in the field of Fluid Power, in: 11th International Fluid Power Conference, Aachen 2018
- zusammen mit Tobias Mielke, Hubertus Murrenhoff: Entrainment of free water into hydraulic systems through the rod sealing, in: 11th International Fluid Power Conference, Aachen 2018
- zusammen mit Marcel Rückert, Hubertus Murrenhoff: High Pressure Falling Cylinder Viscometer - Error Analysis and Improvement Proposal, In: 11th International Fluid Power Conference, Aachen 2018